# Rapier (raketsysteem)
BAC Rapier Field Standard Combat (FSC) is een in Engeland ontwikkeld mobiel grond-luchtraketafweersysteem dat in gebruik is bij de Britse krijgsmacht en onder meer bij de krijgsmachten van Australië, Indonesië, Iran, Maleisië, Singapore en Zwitserland.
De Rapier Field Standard Combat werd ontwikkeld door MBDA (Matra BAe Dynamics) en is in gebruik bij de RAF en het Royal Artillery Regiment. De ontwikkeling van het FSC-systeem begon eind jaren 1980 en de eerste systemen werden in 1996 operationeel.
De raketten van het Rapier Mk1-systeem waren niet met een explosieve lading uitgerust maar werkten op basis van kinetische energie. Bij inslag werd het doel door de enorme snelheid van de raket met een grote klap vernietigd. De latere Mk2-versie was wel uitgerust met springstof en een nabijheidsbuis als ontsteker.

## Versies

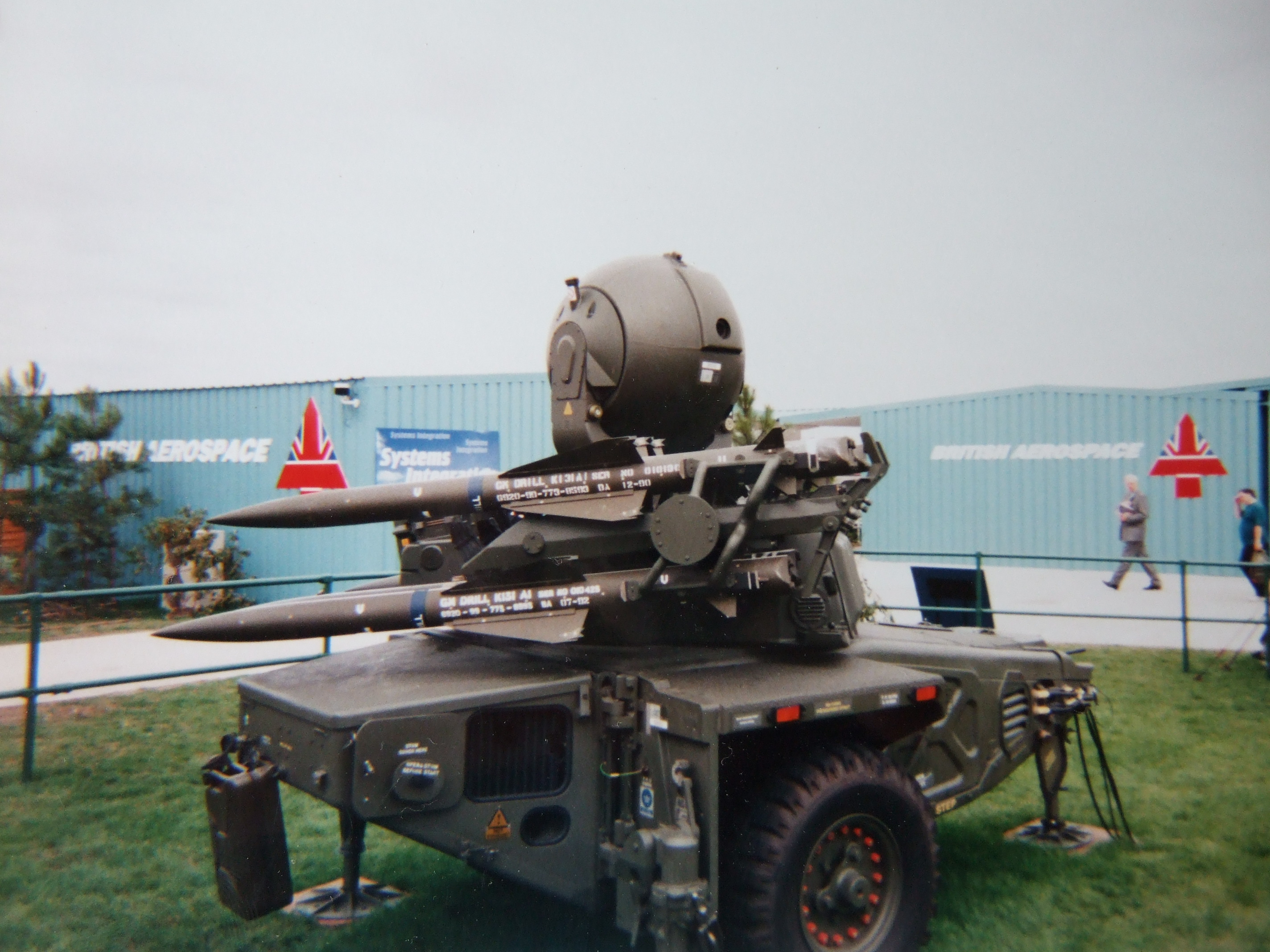
Jernas-exportversie.

De eerste Rapier Field Standard Artillery (FSA)-systemen waren voorzien van vier raketten geplaatst op een mobiele lanceereenheid: een optische volgeenheid en een trailer met reservedelen. Het geheel werd met zijn bemanning vervoerd door drie Land Rovers. Dit was de typische configuratie voor de RAF-nabijverdediging van vliegvelden; deze taak werd ondergebracht bij het RAF Regiment, een luchtmachtonderdeel belast met de bewaking en verdediging van alle RAF-objecten.
De eerste versie was slechts voorzien van een optisch volgsysteem; bij de latere versies werd deze vervangen door een elektronisch volgsysteem, de rondzoekradar Dagger gecombineerd met de volgradar Blindfire (DN181).
De Dagger is een driedimensionale multi-beam hi-resolution BAE Systems radar van het puls-dopplertype werkend in de J-band en met een bereik van meer dan 15 km. Met sterkere apparatuur is 32 km reikwijdte mogelijk. De maximale elevatie is 5 km.
De Blindfire-volgradar werkt in de K-band en stelt het systeem in staat ook in zeer slechte weersomstandigheden te functioneren; bovendien biedt het ook 's nachts operationele capaciteit.
De goedkopere exportversie is voorzien van het elektronisch optisch volgsysteem gecombineerd met het laservolgsysteem Laserfire. Deze versie wordt Jernas genoemd.

## Geschiedenis

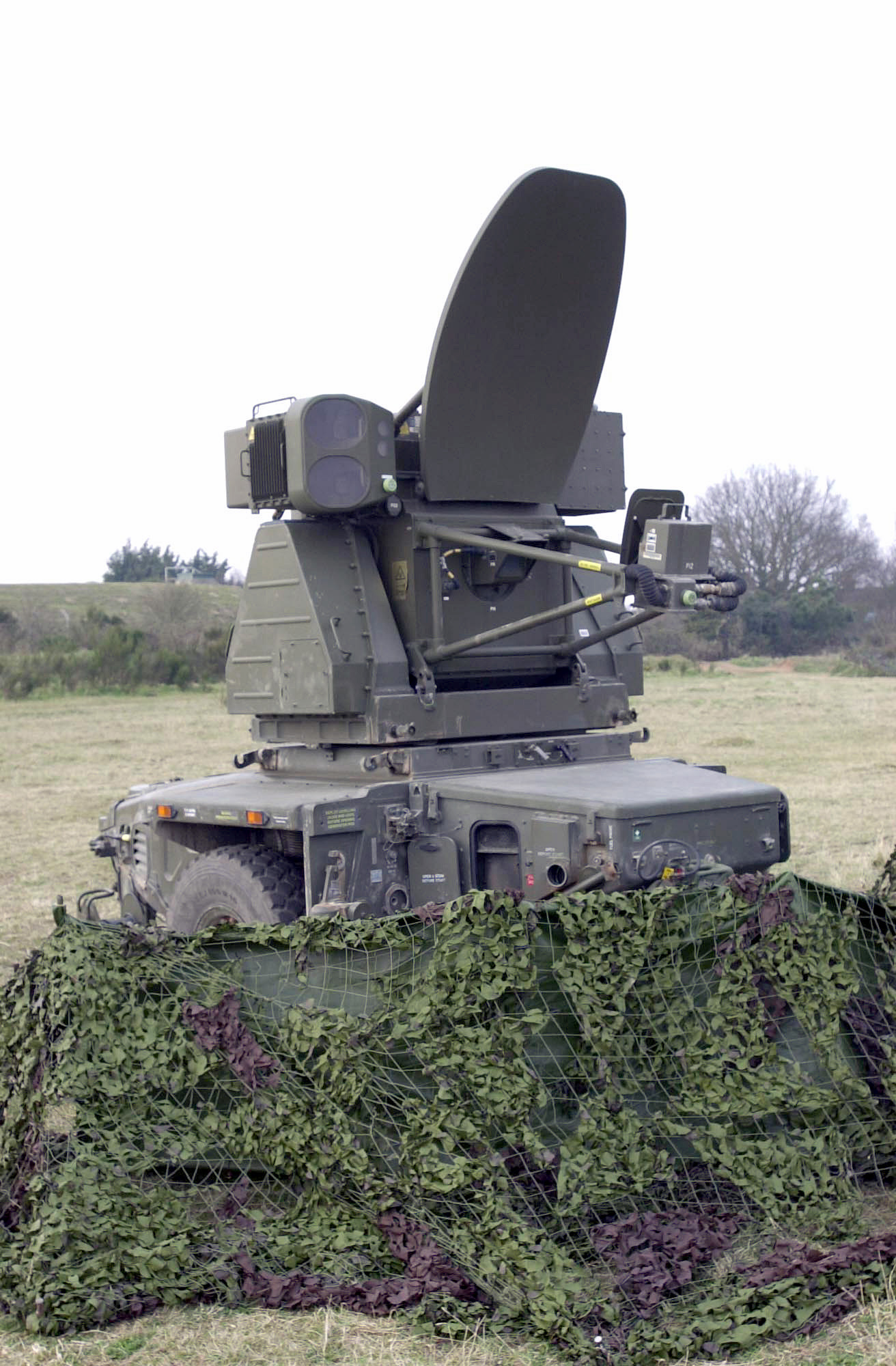
Rapier Blindfire radar Field Standard Combat

Het BAC Rapier-raketsysteem werd in de jaren 1960 ontwikkeld als het ET316-project. Dit was een van de studies die destijds werden ontwikkeld om inzicht te krijgen bij de vervanging van het Bristol Bloodhound-raketsysteem. Een gestelde eis was dat het nieuwe raketsysteem onder alle omstandigheden inzetbaar moest zijn tegen supersonisch vliegende toestellen op middelgrote maar ook op zeer lage hoogte.
Het toenmalige British Aircraft Corporation kende een eigen ontwerp onder de naam Sightline; dit ontwerp werd de basis van het ET316-project.
Rapier werd in 1971 operationeel bij de Royal Air Force en bleek in korte tijd doeltreffend te zijn.
Door toevoeging van de volgradar aan het Rapiersysteem waren vijandelijke doelen gemakkelijker te identificeren, waarna de operator de raketten handmatig of automatisch kon laten lanceren.
Voor de toenmalige sjah van Perzië werd vervolgens de mobiele rupsbandversie Tracked Rapier ontwikkeld; hiervoor maakte men gebruik van de US M548-rupsbandcarrier, maar door de ineenstorting van de Perzische regering werd dit systeem niet verkocht en vervolgens aan de Britse krijgsmacht aangeboden. 
De eerste Tracked Rapiers werden in 1982 bij de Britse landmacht operationeel in de 11e (Sphinx) Air defence Battery van het 22 Air defence Regiment, Royal Artillery. De eenheid was gelegerd in de Napier Barracks bij Dortmund in toenmalig West-Duitsland.
De rupsbandversie was traag (maximaal 33 km/h in het terrein en 50 km/h op de weg) en oncomfortabel: chauffeur, commandant en operator zaten in een cabine van 1 × 2,5 × 1,5 m. Hierin zaten ook de optische volgeenheid, persoonlijke artikelen en voedsel. 
De inzettijd zonder test en adjustment (Ts & As) was binnen 30 seconden tot 30 minuten voor het getrokken systeem.
Het ondersteuningsvoertuig was veel sneller en haalde 50 km/h in het terrein. Dit voertuig bevatte de wapens, water en brandstof en werd bemand door een chauffeur en een sectiecommandant.

## Inzet

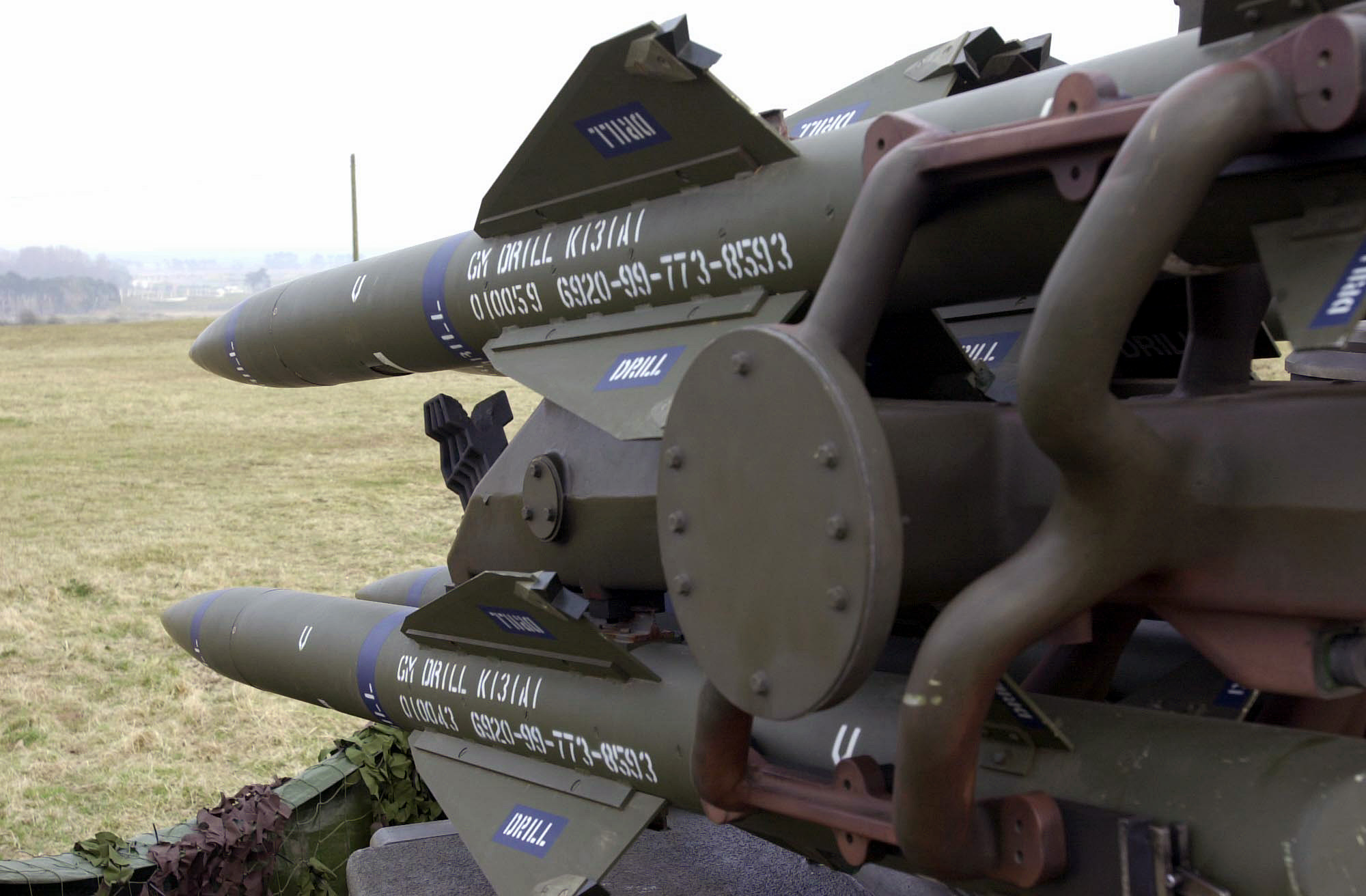
Rapiersysteem geladen met oefenraketten

De originele Rapier Field Standard Artillery (FSA) werd tijdens de Falklandoorlog ingezet en behaalde teleurstellende resultaten tegen laagvliegende toestellen. In april 1982 voegde de Rapierbatterij zich bij 3 Commando Brigade, dat deel uitmaakte van de Task Force voor de Falklandoorlog. De batterij ging 21 mei aan land bij San Carlos en claimde 14 kills en 6 waarschijnlijke kills op Argentijnse vliegtuigen. Rapportages van na het conflict waarin ook de Argentijnse gegevens waren opgenomen, brachten de feiten echter terug naar 1 kill en 2 waarschijnlijke kills.
Het Rapiersysteem had toen grote problemen met het Identification Friend or Foe (IFF) system. Dit werd op de Falklandeilanden ondervangen door de eenheid op alle vliegtuigen binnen zijn bereik te laten vuren waarvan niet uitdrukkelijk door de luchtverkeersleider werd gezegd dat het om eigen toestellen ging.
De Rapier FSC werd in de Golfoorlog door de Britse land- en luchtmacht ingezet ter bescherming van de vliegvelden; zij hoefden echter niet in actie te komen.

## Toekomst
Door bezuinigingen in de Britse krijgsmacht werden in 2008 alle Rapier-squadrons van het RAF Regiment opgeheven. Alle Rapiers werden toen ondergebracht bij het Royal Artillery Regiment.